# زیان همگانی

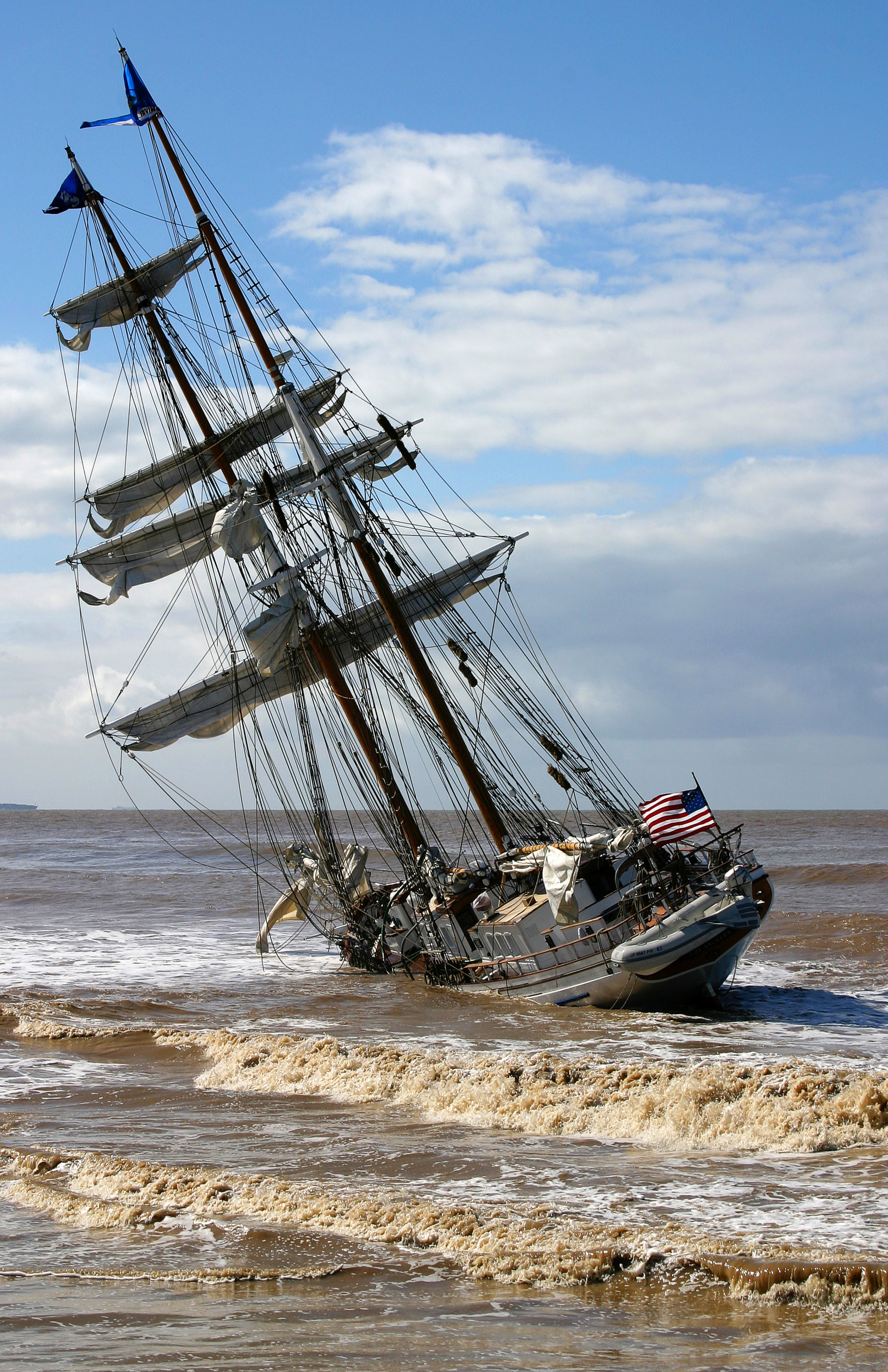
کشتی ایروینگ جانسون (۲۰۰۵) که با به دریا ریختن بخشی از کالاهایش خود را به ساحل رساند.

زیان همگانی نام یکی از اصول قانون دریانوردی است که بر پایهٔ آن همهٔ طرف‌های دخیل در یک سفر دریایی در هرگونه خسارتی که با قربانی کردن داوطلبانه بخشی از کشتی یا کالاهای آن به منظور نجات از موارد اضطراری صورت گرفته به تناسب سهیم‌اند.
در مواقع اضطراریِ رویارویی با خطر ممکن است برای ملوانان تشخیص این‌که دارایی چه کسی را به دریا می‌ریزند دشوار باشد و برای جلوگیری از کشمکش‌های بعدی، بر پایه این قانون پس از رسیدن به مقصد همهٔ بازرگانان سوار بر کشتی موظفند سهمی برای جبران زیان واردآمده به بازرگانان مال‌باخته بپردازند.
این قانون ریشه در سفرهای دریایی قدیمی دارد ولی امروزه نیز هم‌چنان از اصول پابرجا در قوانین دریانوردی بیشتر کشورها است.
زیان همگانی در میان مردمان باستانی هند، بابل، یونان، در سده ششم پیش از میلاد مسیح رایج بود است. دریانوردان ساکن دریای مدیترانه مانند یونانی‌ها و مصری‌ها از چند سده پیش از میلاد به این اصل معتقد بودند که آن‌چه برای نجات کشتی به دریا ریخته می‌شود با مشارکت همه جبران گردد.